# Маурер, Якоб
Иоганн Якоб Маурер (нем. Johann Jacob Maurer, * 15 января 1737 г. Шаффхаузен; † 30 августа или 31 августа 1780 г. Утрехт) — швейцарский художник, многие годы живший и работавший в Нидерландах.

## Жизнь и творчество
Родился в северной Швейцарии, в семье седельщика Ганса Каспара Маурера и его супруги Анны Маргареты, урождённой Триппель, был девятым ребёнком в семье. В 1753 году морем отправился в Нидерланды, однако корабль, на котором плыл молодой художник, был задержан французами с целью грабежа. Знавший французский язык Маурер, тем не менее, сумел договориться с нападавшими, и их пропустили дальше в Голландию. Якоб поселился в Амстердаме и 25 октября 1764 года получил гражданство. Первое время работал в Голландии штукатуром. В то же время он не порвал связи со своей родиной: в 1757 году Маурер стал членом гильдии рыбаков в Шаффхаузене, там же ему принадлежало (по меньшей мере до 1770 года) недвижимое имущество (т. н. «Гипсовый дом», нем. «Gipshaus»). Художественное образование он получил в местной[где?] Академии искусств. Здесь Маурер и сам преподавал — среди его учеников был другой швейцарский художник, Иоганн Генрих Вюст. В 1762 году Маурер становится преподавателем в открытой в Утрехте новой Академии живописи. В октябре 1767 года художник женился на уроженке Роттердама Иоганне Бреве. В этом браке у них родились трое сыновей и три дочери. После смерти Маурера в 1780 году Вюст усыновил одного из сыновей своего друга и учителя, рассчитывая со временем сделать из него художника, но мальчик умер через полтора года.
Якоб Маурер известен в первую очередь как художник-пейзажист, писавший свои работы в соответствии с канонами современной ему голландской школы живописи. Известны также портреты его кисти (том числе и групповые), котрые хранятся в различных собраниях Нидерландов и Великобритании. Маурер также является автором алтарной картины для собора нидерландского города Ларен. В период с 1770 и до самой своей смерти в 1780 году художник занимал пост директора академии живописи в Утрехте.

## Дополнения
- Городской архив Шафхаузена: Иоганн Якоб Маурер (на нем. языке)